# 牛津 (阿肯色州)
牛津（英語：Oxford）是一個位於美國阿肯色州伊澤德縣的城市。

## 地理
牛津的座標為36°13′03″N 91°55′08″W / 36.21750°N 91.91889°W，而該地的平均海拔高度為239米（即784英尺）。

## 人口
根據2020年美國人口普查的數據，牛津的面積為16.95平方千米，皆為陸地。當地共有人口670人，而人口密度為每平方千米33人。